# 泰勒·韋恩
泰勒·韋恩（英語：Taylor Wane，1968年8月27日—）是一名英國女色情演員、導演、模特兒和創業者。1994年6月，韋恩成為《閣樓》的閣樓寵物。她於2005年和2014年分別入選AVN名人堂與XRCO名人堂。此外，她還曾出演過電影《魔鬼接班人》（2000年）和《絕對陰謀》（2009年）。

## 圖集

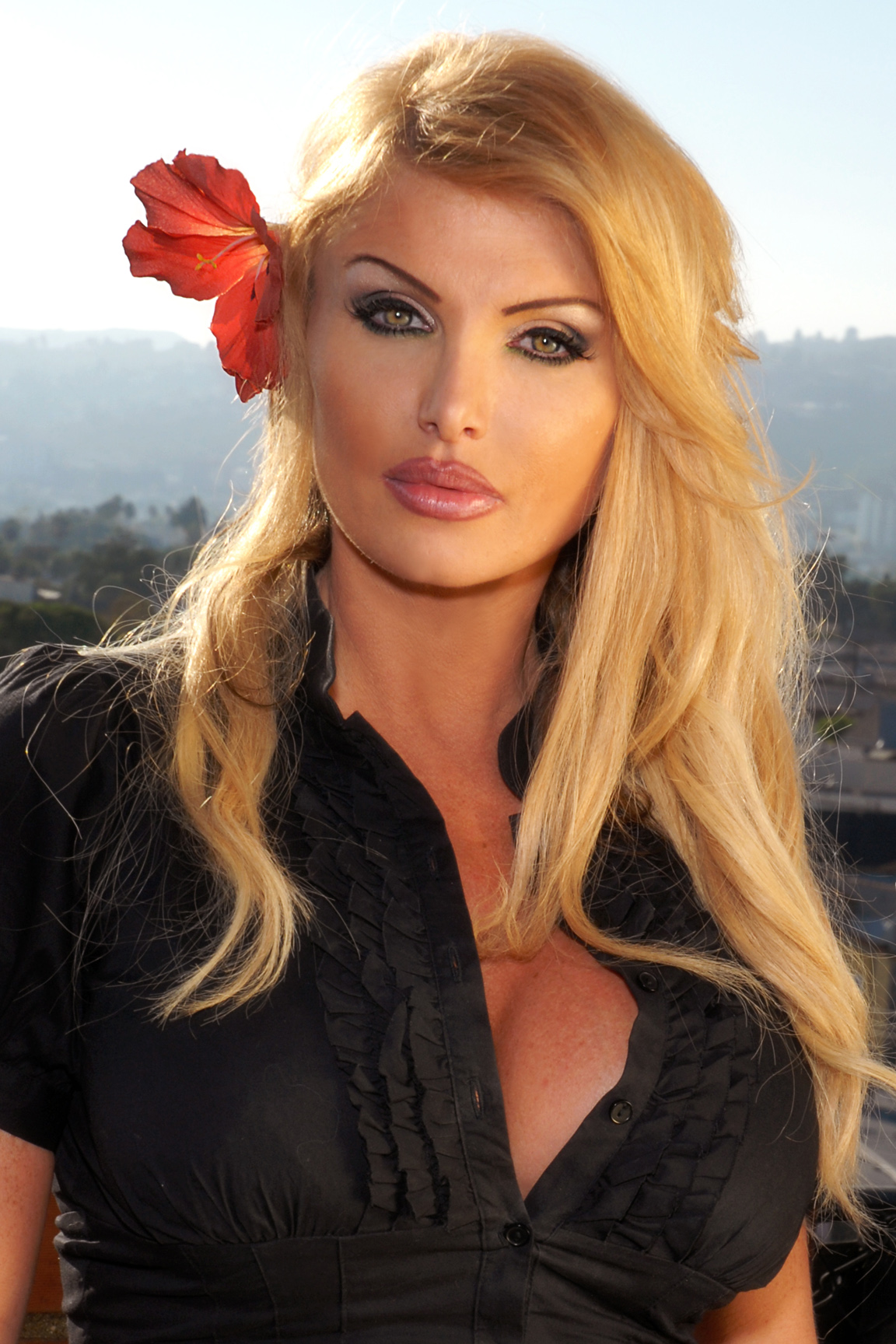
韋恩於2008年在洛杉磯
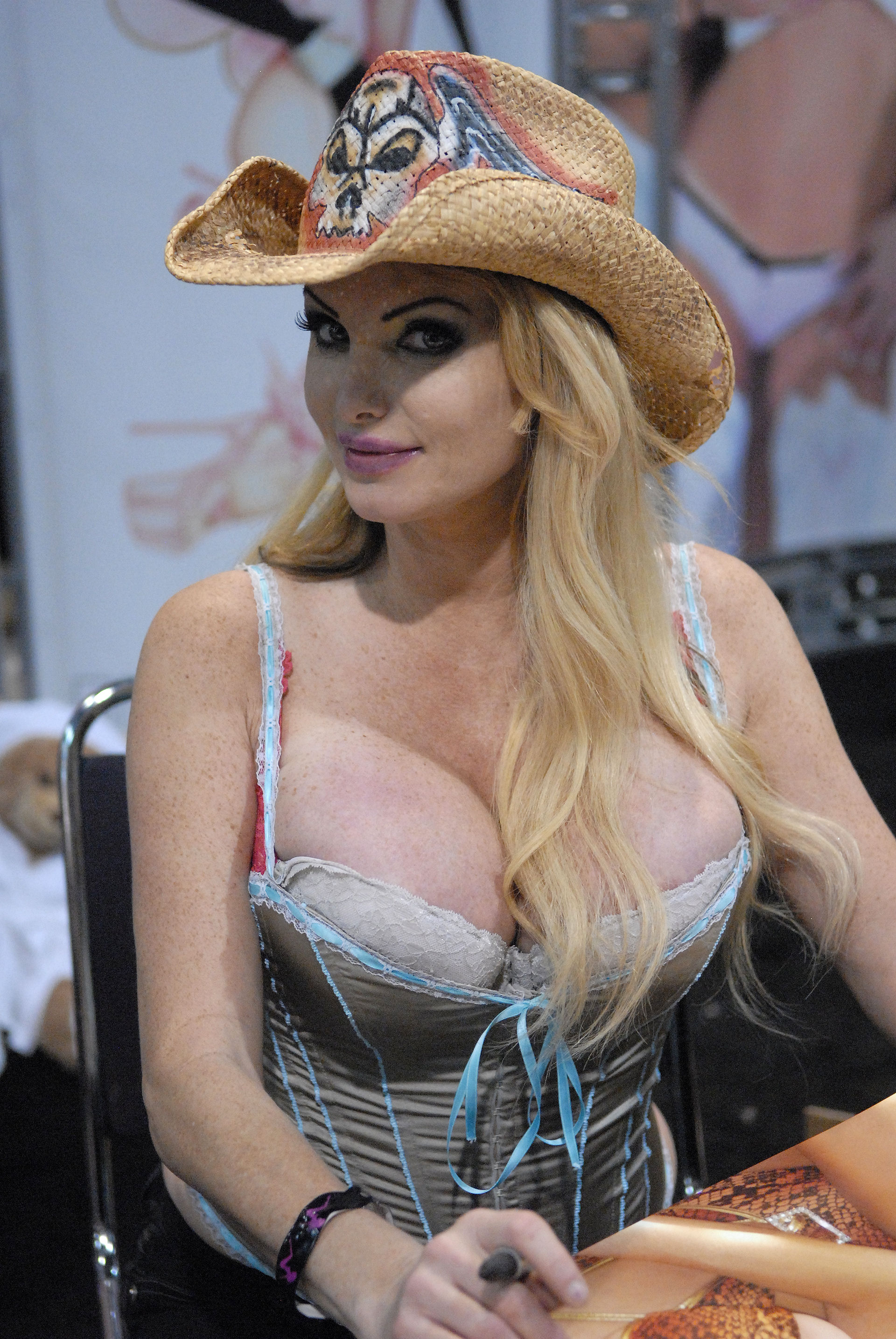
韋恩於2009年在AVN成人娛樂博覽會
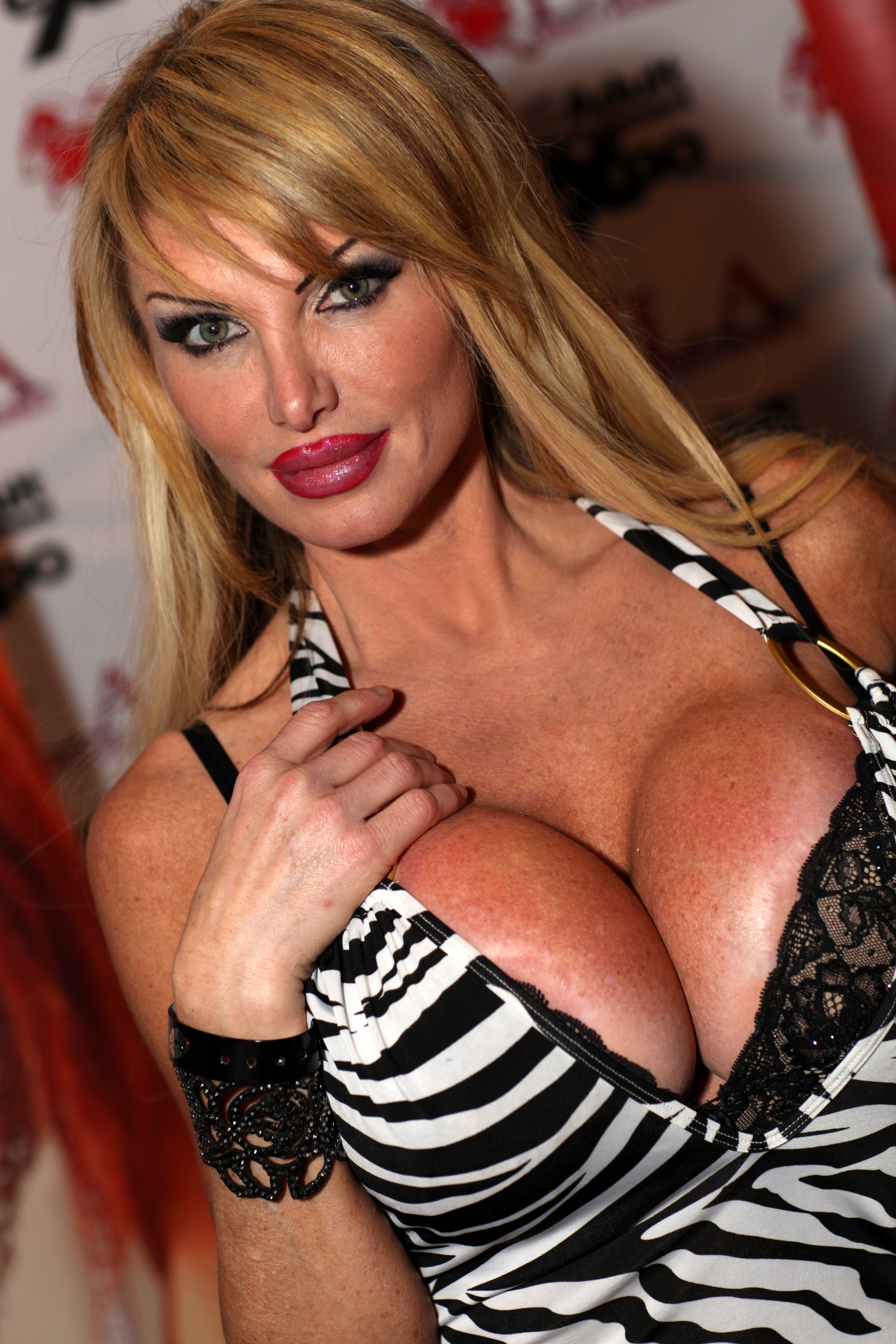
韋恩於2013年在拉斯維加斯

## 外部連結
- 官方网站
- Taylor Wane在互联网电影资料库（IMDb）上的資料（英文）
- Taylor Wane在網際網路成人電影資料庫
- 成人電影資料庫上Taylor Wane的资料（英文）